# قائد فريق (كرة القدم)

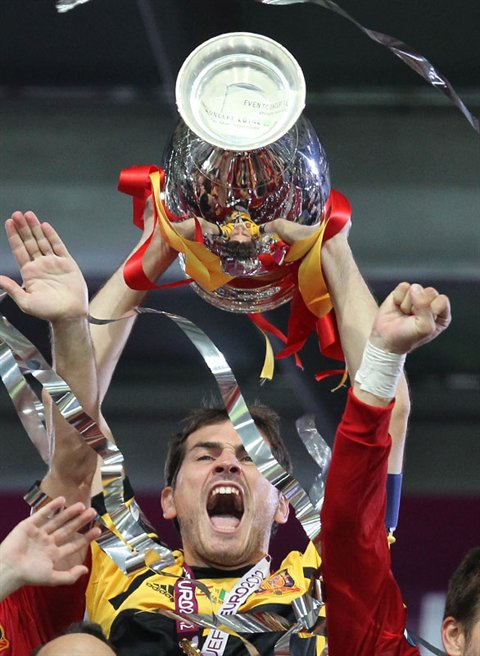
إيكر كاسياس وهو يحمل كأس يورو 2012 كقائدٍ لإسبانيا.

كابتن الفريق أو قائد الفريق في كرة القدم هو اللاعب الذي يضع شارة القائد على يده ليتمكن الجمهور واللاعبون والحكم من تمييزه ويكون دوره قيادةَ الفريق على المستطيل الأخضر.
لا بد أن يكون قائد الفريق ذو شخصية قيادية على أرض الميدان ورصانة مع لاعبيه ولاعبي الخصم وذا هيبة على لاعبي فريقه ويكتسب احتراماً وتقديراً من الجمهور والفريق المنافس وفريقه أيضاً.

## مسؤوليته

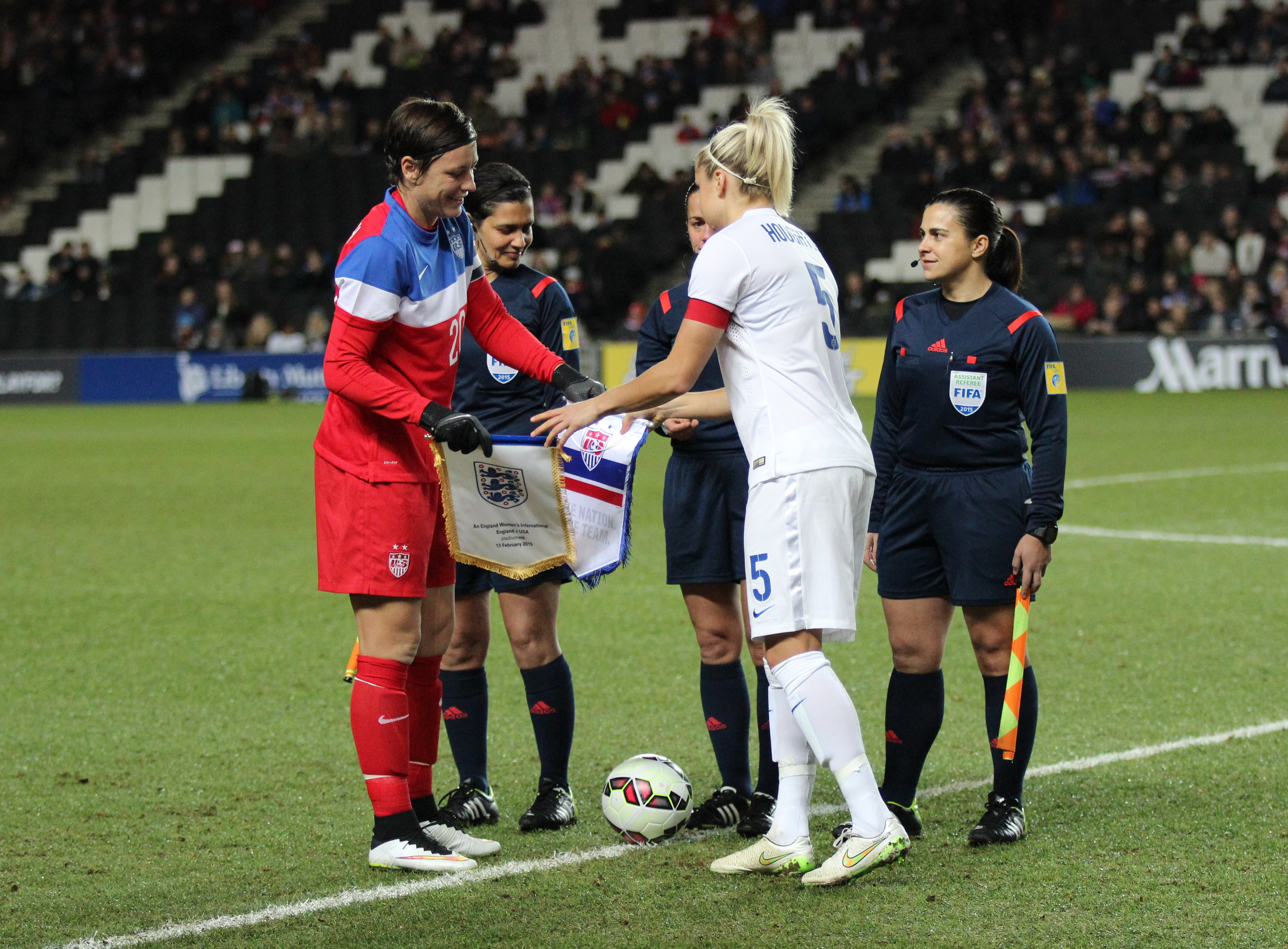
كابتن فريق انكلترا مع كابتن فريق الولايات المتحدة الأمريكية، كرة القدم النسائية

المسؤولية الرسمية الوحيدة التي توكلها قواعد اللعبة للقائد هي اشتراكه في القرعة التي تُقام قبل انطلاقة المباراة وقبل انطلاقة ركلات الترجيح. لا يمنح قانون اللعبة أي حق أو سلطة للقائد للاعتراض على أي قرار من جانب حكم المباراة. رغم ذلك قد يتحدث الحكم إلى قائد أحد الفريقين حول السلوك العام لفريقه عندما يكون ذلك ضروريا.
عند تتويج فريق ما في نهائي بطولة، فإن القائد عادة ما يكون الشخص الذي يترأس الفريق في استلام الميداليات كما يكون أول من يحمل الكأس. بالإضافة إلى ذلك، فإن القائد هو من يستلم جميع الكؤوس التي يفوز بها فريقه. كقاعدة عامة، فإن القائد هو الذي يقود فريقه للخروج من غرفة الملابس في بداية المباراة. يُنتظر من القائد أن يكون مصدر الدفع المعنوي للفريق ويعتبر تحفيز الفريق في حالاته السيئة أحد أهم واجباته.
قد يشارك الكابتن مع المدرب في اختيار تشكيلة البداية للفريق. كثيرا ما يأخذ الكابتن الواجبات التي توكل في المستويات الاحترافية إلى المدرب أو المدير الفني للفريق في كرة القدم للشباب وفي المباريات الترفيهية.

## في الأندية

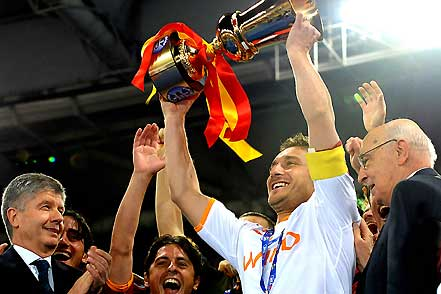
قائد روما فرانشيسكو توتي وهو يحمل كأس إيطاليا 2007–08.

عادة ما يُعين قائد النادي لمدة موسم واحد. في حال لم يكن قادرًا أو في حال لم يُختر لمباراة معينة فإن نائب القائد يُعين ليحل محله.
يكون قائد المباراة أول من يحمل الكأس التي يفوز بها فريقه وإن لم يكن قائد النادي. كان نهائي دوري أبطال أوروبا 1999 مثالًا جيدا على هذا حيث رفع كأس مانشستر يونايتد قائد المباراة بيتر شمايكل حيث غاب قائد النادي روي كين بسبب الإيقاف. في نهائي دوري أبطال أوروبا 2012، حمل قائد المباراة فرانك لامبارد (الذي كان نائب القائد) كأس فريقه تشيلسي مع القائد الأصلي للنادي جون تيري (الذي كان موقوفًا إلا أنه حصل على إذن من جانب يويفا).

### نائب القائد
نائب القائد (أو القائد المساعد) هو اللاعب الذي يُتوقع منه أن يتولى شارة القيادة عندما لا يكون قائد الفريق ضمن التشكيلة الأساسية، أو إذا استُبدل أو طُرد خلال المباراة.
وبالمثل، تُعلن بعض الأندية عن قائد ثالث، ورابع، بل وخامس أيضاً، لتولي شارة القيادة في حال غياب كلٍ من القائد ونائبه.